# Glaucocharis ajaxella
Glaucocharis ajaxella là một loài bướm đêm trong họ Crambidae.